# Ulica Wincentego Janasa w Tarnowskich Górach
Ulica Wincentego Janasa w Tarnowskich Górach – jedna z głównych ulic dzielnicy Tarnowskich Gór, Starych Tarnowic, przebiegająca przez zachodnią część osiedla „Przyjaźń”. Ma status drogi powiatowej klasy Z o numerze 3307S powiatu tarnogórskiego.

## Przebieg
Ulica rozpoczyna się od skrzyżowania z ulicą ks. kard. Stefana Wyszyńskiego i ulicą Pyskowicką. Dalej biegnie w kierunku północnym, w kierunku Opatowic, gdzie kończy swój bieg łącząc się z ulicą Sielanką.

## Historia

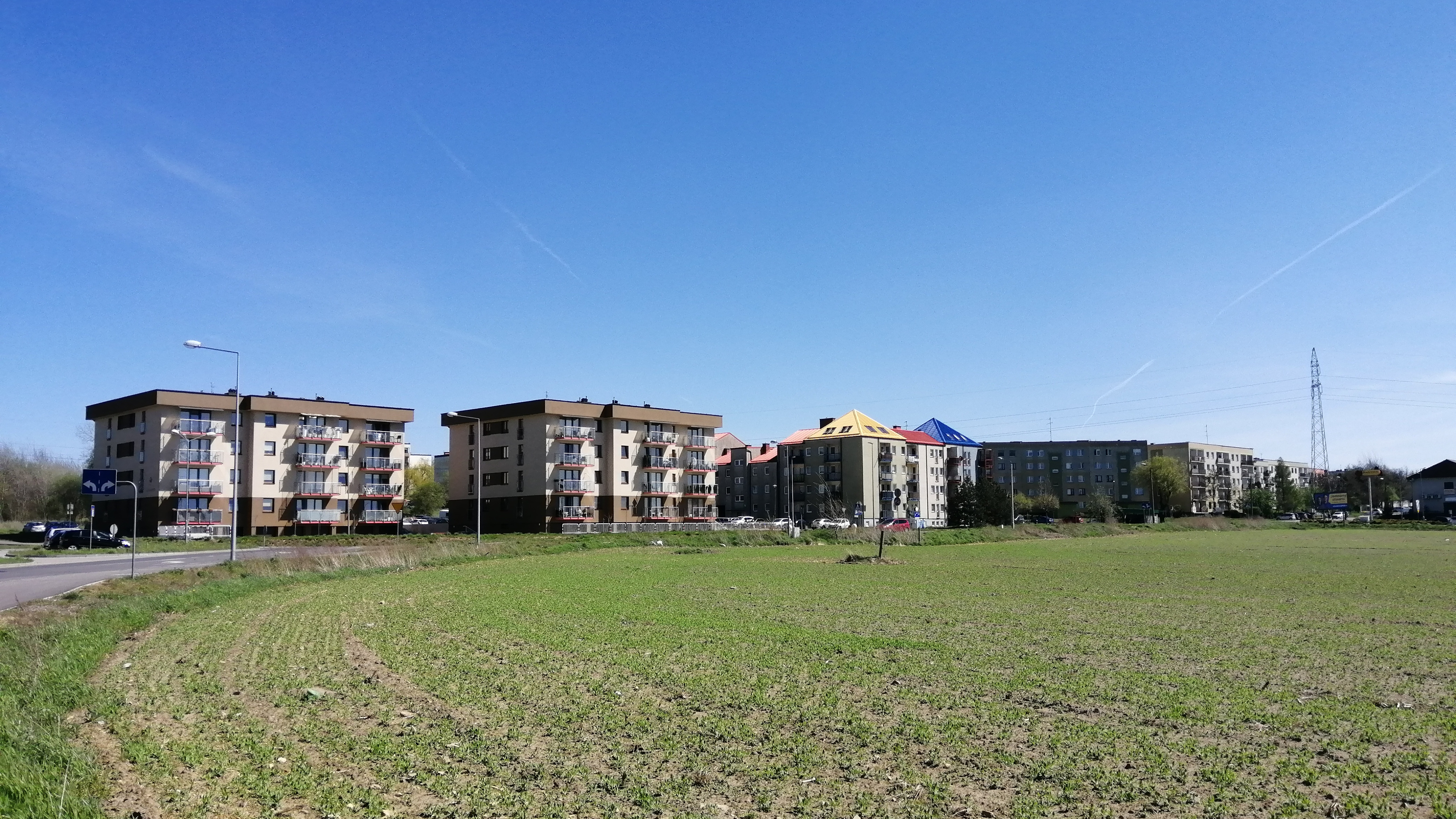
Bloki mieszkalne wzdłuż ul. Janasa (2021)

Ulica powstała podczas budowy pierwszych bloków we wschodniej części Osiedla Przyjaźń w latach 70. XX wieku. Kolejne budynki wznoszone były sukcesywnie w latach 70. i 80. Droga łącząca Stare Tarnowice z Opatowicami pojawia się w miejscu obecnej ulicy Janasa już na mapach tego rejonu z końca XIX wieku, jednak znajdował się przy niej wówczas jedynie cmentarz parafii św. Marcina.
13 lipca 2016 ulicą Janasa przebiegała trasa 2. etapu wyścigu kolarskiego Tour de Pologne.

## Obiekty i instytucje
Przy ulicy Wincentego Janasa w Tarnowskich Górach znajdują się:
- Miejski Ośrodek Pomocy Społecznej – ul. Janasa 9; do 30 kwietnia 2013 roku w budynku tym znajdowała się siedziba Międzygminnego Związku Komunikacji Pasażerskiej w Tarnowskich Górach[5],
- Szkoła Podstawowa nr 8 im. Pułku 3. Ułanów Śląskich (do 2017 roku Publiczne Gimnazjum nr 4) – ul. Janasa 11[6],
- obiekty z gminnej ewidencji zabytków Gminy Tarnowskie Góry[7]:
  - krzyż z 1875 roku na cmentarzu parafii św. Marcina,
  - stanowisko archeologiczne w postaci śladu osadnictwa z późnego średniowiecza o współrzędnych 50°26′49″N, 18°48′54″E.

## Komunikacja
Według stanu z marca 2024 roku ulicą Janasa kursują autobusy organizowane przez Zarząd Transportu Metropolitalnego , obsługujące następujące linie:
- M107 (Tarnowskie Góry Dworzec – Pyskowice Szpitalna),
- 3 (Osada Jana Pawilon – Stare Tarnowice GCR),
- 64 (Tarnowskie Góry Dworzec – Stare Tarnowice Pętla),
- 80 (Tarnowskie Góry Dworzec – Gliwice Centrum Przesiadkowe),
- 134 (Tarnowskie Góry Dworzec – Wieszowa Stacja Paliw),
- 135 (Bytom Dworzec – Stare Tarnowice GCR),
- 142 (Tarnowskie Góry Dworzec – Strzybnica Kościelna),
- 191 (Tarnowskie Góry Dworzec – Boniowice Szkoła),
- 614 i 615 (Miasteczko Śląskie Osiedle – Rybna Lotników),
- 712 (Tarnowskie Góry Dworzec – Stare Tarnowice Sielanka),
- 749 (Tarnowskie Góry Plac Zembali – Stare Tarnowice GCR),
- 780 (Szarlej Kaufland – Stare Tarnowice GCR),
- 791 (Tarnowskie Góry Dworzec – Boniowice Szkoła).

Przy ulicy zlokalizowane są przystanki autobusowe Stare Tarnowice Janasa oraz Stare Tarnowice Francuska.

## Mieszkalnictwo
Według danych Urzędu Stanu Cywilnego na dzień 31 grudnia 2022 roku przy ulicy Janasa zameldowane na pobyt stały były 304 osoby.